# 布魯斯·布拉克利
布魯斯·布拉克利（Bruce Braley；1957年10月30日—）是美國的一位政治人物。在2007年至2015年期間，他是艾奧瓦州第一國會選區選出的美國眾議院議員。他的黨籍是民主黨。布拉克利在2014年曾經參選參議員，但未能當選。